# Сигудэк
Сигудэк, сигудок (коми сигудöк — волосяной гудок) — смычковый и щипковый музыкальный инструмент коми-зырян и коми-пермяков.

## Описание
Представляет собой инструмент с деревянным выдолбеним корпусом (коробкой) с шейкой и головкой для натягивания струн. Струны — волосяные или кишечные, могли быть разной толщины. Количество струн могло колебаться от 2 (совсем редко была всего 1 струна) до 4, но самыми известными являются 3-струнные сигудки.
Смычковый сигудэк предусматривал наличие смычка, которым водили по струнам.
Кроме смычкового сигудэка появился также щипковый сигудэк-балалайка (волосяной гудок-балалайка), на котором играли, бряцая по струнам.
Известны также модификации сигудэка по форме — в форме дощечки (коми сигудöк-пов «волосяной гудок-доска») и в форме чаши (коми сигудöк-кумли "волосяной гудок-чаша).
Игроков на сигудэку называли сигудэшниками (и сигудэшницами). В их репертуаре были плясовые и танцевальные наигрыши.

## Происхождение и распространение
Исследователи культуры коми считают, что музыкальному инструменту-предшественнику сигудка, вероятно, предшествовал инструмент охотничье-промышленного назначения, в частности, охотничий лук, тетива которого при выпускании стрелы, издает звук, похожий на звон. Вероятно, древние коми охотники обратили внимание на это, и звучание натянутой тетивы навеяло мысль о создании одно-, двух — и трехструних щипковых и смычковых инструментов, что и было началом сугудка. Косвенно это, а также давность изобретения этого инструмента, подтверждает мифология коми, которая с сигудком связывает появление на земле музыки как таковой.
Сигудки особенно бытовали в среде охотников верховьев Вычегды. Сигудки — довольно подвижные музыкальные инструменты. На них музицировали, как дома, так и в охотничьем срубе в лесной чаще во время охоты.

## Народные верования, связанные с сигудэком
С изготовлением сигудэка, согласно древним представлениям коми-зырян, на земле появилась музыка.
Про изобретение инструмента коми повествуют интересный мифологический перевод — якобы, к изготовлению сигудэка причастны два культурных героя — демиург: добрый бог Ен (коми Ен) и пакостный черт Омэль (коми Омöль). Ен сделал сигудэк, но тот не звучал, тогда черт посоветовал Богу прилепить к углу корпуса сигудэка комок еловой смолы (коми коз сир) и натереть ею смычок. Ен сделал, что посоветовали, и, действительно, зазвучала музыка. Сначала Бог обрадовался, а через момент ужасно разозлился — ведь получалось, что не он является создателем сигудэка. Именно поэтому Ен проклял инструмент. С тех пор звуки сигудэка являются любимыми для всяческой нечисти.
Этот мотив (любовь нечистой силы к музыке сигудэка) является частым в сказочном фольклоре коми. А еще коми-охотники, собираясь на охоту, не забывали прихватить сигудэк, зная, что духам по душе игра на нем, чтобы развлечь не только себя и друзей, но и задобрить лесных духов.